# Francine Leca
Pour les articles homonymes, voir Leca.
Francine Leca, née le 20 mai 1938 à Neuilly-sur-Seine (Seine) et morte le 15 juin 2024 à Saint-Nom-la-Bretèche, est une chirurgienne et professeure de médecine française spécialisée en chirurgie cardiaque, pionnière en chirurgie cardiaque pédiatrique.

## Biographie

### Formation
Francine Leca s’oriente très jeune vers les études de médecine. Elle est interne des hôpitaux de Paris en 1965. Lors d’un stage dans le service de chirurgie cardiaque du professeur Jean Mathey à l’hôpital Laennec en janvier 1968, elle assiste à sa première opération à cœur ouvert.  Elle découvre la chirurgie cardiaque de l’enfant aux côtés du professeur George Lemoine. Elle se spécialise dans les cardiopathies congénitales.

### Carrière
En 1971, Francine Leca est la première femme à être devenue chirurgienne cardiaque en France,, et cheffe des services de chirurgie cardiaque de l'hôpital Laennec où elle prend la succession du professeur Jean-Yves Neveux  de 1989 à 1999 puis de l'hôpital Necker-Enfants malades de 1999 à 2006.

### Engagements
Francine Leca fonde en 1996, avec Patrice Roynette, l’association Mécénat Chirurgie Cardiaque - Enfant du Monde qui récolte des fonds pour réparer les cœurs d’enfants venus des pays défavorisés atteints de graves maladies cardiaques. Plus de 4 000 enfants ont été opérés en France grâce à cette organisation et à son réseau constitué de 350 familles d’accueil, 350 bénévoles et d’une équipe de 13 salariés.

## Décorations
- Grand officier de la Légion d'honneur[12] (13 juillet 2019)
- Grand officier de l'ordre national du Mérite

## Hommages
- Prix de la Tolérance Marcel Rudloff 2015[13].
- Trophée des femmes en or 1998
- Le conseil municipal de Nice décide de nommer une rue en son honneur en 2024[14].